# Estrella de Bronce
La Estrella de Bronce (en inglés: Bronze Star Medal) es una condecoración que se otorga en los Estados Unidos a quien se distingue por su heroísmo o éxito meritorio en servicio. 

## Información general
La Estrella de Bronce fue establecida por la Orden Ejecutiva 9419, del 4 de febrero de 1944 (sustituida por la Orden Ejecutiva 11046, del 24 de agosto de 1962 y modificada por la Orden Ejecutiva 13286, del 28 de noviembre de 2003.
Puede ser otorgada por Valor (heroísmo individual en combate), por lo que es acompañada por una V de bronce sobre el galón, o por un Éxito Meritorio (realizando tareas de servicio durante un periodo de tiempo). La mayor parte de las Estrellas de Bronce otorgadas son por el servicio meritorio .
La medalla es otorgada a cualquier persona que 
cumpla los siguientes requisitos, durante su servicio, sea cual sea su función, en las Fuerzas Armadas, del 6 de diciembre de 1941.
- Se distinguió por sus servicios o actos heroicos (no se incluyen los vuelos), mientras que se encontraba en acción contra un enemigo armado.
- Se distinguió durante su participación en operaciones militares contra una fuerza armada enemiga en la que los Estados Unidos no son una parte beligerante

Las concesiones pueden ser realizadas por acciones de heroísmo, realizadas según las circunstancias ya descritas, que no justifiquen la Estrella de Plata.
Normalmente se refiere a ella por su nombre completo (incluyendo la palabra «Medalla»), para diferenciar la medalla de las estrellas de bronce de servicio que se lucen en las medallas de campaña y las condecoraciones por servicio.

## Historia
La idea partió del Coronel Russel P. "Red " Reeder en 1943, que creía que ayudaría a la moral que hubiera una medalla que pudiera ser otorgada por los comandantes de compañía o batería a aquellos soldados que sirvieran a sus órdenes, como equivalente a la Medalla del Aire, y propuso que la nueva condecoración se llamara Medalla de Tierra.
La idea fue ganando apoyos en los escalafones militares superiores y su burocracia. El General George Marshall, en un memorándum dirigido al Presidente Franklin D. Roosevelt el 3 de febrero de 1944, escribió:

El hecho de que las tropas de tierra, la infantería en particular, lleven unas vidas miserables de una incomodidad extrema y siendo los únicos que entran en combate cara a cara, hace que el mantenimiento de su moral sea un asunto de gran importancia. La Medalla del Aire ha tenido una reacción adversa entre las tropas de tierra, particularmente entre la Infantería, que sufren las bajas más altas del Ejército y realizan los mayores esfuerzos.

La Medalla del Aire se había adoptado 2 años antes para levantar la moral de los aviadores . El Presidente Roosevelt autorizó la Medalla De Bronce mediante la Orden Ejecutiva 9419 del 4 de febrero de 1944, haciéndola retroactiva al 7 de diciembre de 1941. La autorización fue hecha pública por el Departamento de Guerra en el Boletín N º .3, del 10 de febrero de 1944.
El 24 de agosto de 1962, mediante la Orden Ejecutiva 11046 , el presidente John F. Kennedy expandió la concesión a aquellos que servían con fuerzas amigas, permitiendo a su concesión a todos aquellos que estaban sirviendo como consejeros militares en Vietnam.

## Diseño
Fue diseñada por la Rudolf Freund, autor también del diseño de la Estrella de Plata.
Es una estrella de 38mm de ancho de 5 puntas color cobre. En medio está la Estrella de Bronce, de 4,8 mm. La línea central de los rayos de ambas estrellas coinciden. En el reverso, aparece la inscripción Heroico or Meritorious Achievement en círculo, con el espacio central vacío para poder grabar el nombre del receptor. Cuelga de un galón rojo. En medio hay una franja azul con un ribete blanco a los lados. En las puntas también hay un ribete blanco.
Las condecoraciones posteriores se indican mediante hojas de roble de bronce en el Ejército y la Fuerza Aérea o con una estrella de plata en la Armada, los Marines o los Guardacostas.
Una V sobre el galón indica que la concesión ha sido por valor. Sin embargo, una acumulación de pequeñas acciones valerosas no justifican la concesión de la divisa de Valor.

## Condecorados notables
- Emil Kapaun: sacerdote católico y militar.
- Douglas MacArthur: general del Ejército.
- John Kerry; candidato presidencial Demócrata en 2004.
- John McCain: candidato presidencial Republicano en 2008.
- Ernest Hemingway: escritor.
- Colin Powell: secretario de Defensa de la Administración Bush Jr.
- Oliver Stone: director de cine.
- Tony Bennett: cantante.
- Ron DeSantis: gobernador de Florida.
- Omar Bradley: general del Ejército.
- Henry Fonda: actor.
- Bob Gunton: actor.
- George Patton: general del Ejército.
- Pete Hegseth; secretario de Defensa de la segunda Administración Trump (2025-actualidad).[3]